# سکس تفننی؟
«سکس تفننی؟» (به انگلیسی: ?Casual Sex) فیلمی در ژانر کمدی رمانتیک و شهوانی به کارگردانی جنویو رابرت است که در سال ۱۹۸۸ منتشر شد. از بازیگران آن می‌توان به لی تامپسون، ویکتوریا جکسون، جری لوین، و ساندرا برنهارد اشاره کرد.